# Camponotus cuneiscapus
Camponotus cuneiscapus é uma espécie de inseto do gênero Camponotus, pertencente à família Formicidae.